# Форназете Сото (Кремона)
Форназете Сото је насеље у Италији у округу Кремона, региону Ломбардија.
Према процени из 2011. у насељу је живело 11 становника. Насеље се налази на надморској висини од 87 м.